# 기영각 시첩
기영각 시첩(耆英閣 詩帖)은 부산광역시 서구 부민동2가, 동아대학교석당박물관에 있는 조선시대의 초고이다. 2004년 10월 4일 부산광역시의 유형문화재 제57호로 지정되었다.

## 현지 안내문
이 시첩은 1763년(영조 40) 설날에 영조가 나이 70세와 재위 40년을 기념하여 정승판서를 지낸 나이 많은 관리들의 관서인 기로소(耆老所)에 들어간 것을 기념하여 제작된 것이다. 구성은 서문과 그림, 어제시구(御製詩句), 기로소 대신들의 시, 오언고시, 참석자 명단인 좌목(座目) 등의 순서로 총 40면이다.
이 시첩은 조정에서 주최한 행사에 대한 기록화로 제작되어 조정 보관본과 참석인원 11명에게 각각 나누어 준 것으로 보이는데, 이 작품은 현재까지 파악된 바로는 이 가운데 남아있는 유일본이다.
서문은 시첩의 제작 배경을 기록한 글로 판중추부사를 지낸 이정보(李鼎輔)가 지었다. 다음으로는 양면에 걸친 그림이 있는데 주제는 영수각(靈壽閣)과 기영각(耆英館)에서의 행사장면이다.
화면 중앙에 있는 세로로 긴 회랑을 경계로 좌우에 자로 잰 듯 반듯한 건물은 영조가 기로소에 입사하던 해인 1719년에 새로 지은 영수각이며, 그 왼편의 건물이 서루를 개축한 기영관이다. 인물에 해당되는 부분은 여러 명의 인물을 모두 같은 모양으로 그려야하기에 모두 4개의 도장을 만들어 화면에 찍고 그 위에 채색하여 기록화의 양산체제를 보여주고 있다.
화면의 전체적인 주조색은 감청색이지만 화사한 노란색의 건물 내부, 붉은색의 기물, 밝은 갈색의 기둥 등이 전체적으로 가라앉은 감청색 톤에 활력을 주고 있다. 영수각과 기영각의 구성과 표현기법, 인물묘사 등에서 도화서 화원들의 화풍을 잘 반영해 주고 있다.
그림의 다음 면에는 ‘기영각전 칠순군신(耆英閣前 七旬君臣)’이라는 영조의 어제시구가 있는데, 일일이 다 적을 수 없어 임금의 필체를 복사하듯이 모사하였다. 그 다음 면부터 어제시구에 있는「신(臣)」운에 맞추어 기로소 대신 11인의 4자운(四字韻)의 연시가 3면으로 이어지고, 이 뒤에는 각기 2면에 걸쳐 참석자들이「臣」자운의 오언고시를 각기 24구로 전부 정확히 100자씩 기술하였다. 이 내용은 조선왕조실록의 기록과도 정확히 일치되어 사료적 입증자료로도 중요한 가치를 지니고 있다.
마지막 2면은 참석자들의 명단으로 특히 참석자 11명 중 유척기, 이정보, 박치화, 김상석 등은 영조의 탕평책으로 형성된 각 당파의 수장들로 알려진 인물들이다. 보여주는 만년의 득의작으로도 주목된다.

## 참고 자료
- 기영각 시첩 - 국가유산청 국가유산포털